# Joseph Schillinger
Joseph Moiseyevich Schillinger (en ruso: Иосиф Моисеевич Шиллингер; Járkov, 1 de septiembre de 1895-Nueva York; 23 de marzo de 1943) fue un compositor y teórico ruso-ucraniano.
Fue un estudiante excepcional durante su vida académica y se graduó en el Classical College en 1914 y en el St. Petersburg Imperial Conservatory of Music.
Schillinger llegó a Estados Unidos en 1928 y recibió la ciudadanía en 1936.
Permaneció en EE. UU. hasta el momento de su muerte en 1943 a la edad de 47 años.
En su corta vida Joseph Schillinger consiguió mucho en el área de la teoría de la música y la composición. Fue maestro de música en el Columbia Teachers College y también dio clases privadas de composición en su casa, durante este tiempo desarrolló el sistema de música Schillinger.
Más tarde fue publicado como el Sistema de composición musical de Schillinger, recopilado por Lyle Dowling y Arnold Shaw.
Este trabajo se publicó póstumamente y sus estudiantes originales lo consideran incompleto.
Uno de sus estudiantes, Lawrence Berk, fundó el Schillinger House of Music, que más tarde se llamaría Berklee College of Music en Boston, MA.
Schillinger también fue profesor de composición de George Gershwin, Glenn Miller y Carmine Coppola entre otros.
Hay debates sobre cuántos profesores fueron certificados por Schillinger en persona. El número citado varía entre 7 y 12. Aunque, hasta la fecha, solo han sido establecidos 7 profesores certificados de Schillinger.